# Edwardstone
Edwardstone är en ort och civil parish i Babergh i Storbritannien. Den ligger i grevskapet Suffolk och riksdelen England, i den sydöstra delen av landet, 90 km nordost om huvudstaden London. Edwardstone ligger 58 meter över havet och antalet invånare är 343. Den har en kyrka. Byn nämndes i Domedagsboken (Domesday Book) år1086, och kallades då Eduardestuna.
I civil parish Edwardstone ingår även småbyarna Mill Green, Priory Green, Round Maple och Sherbourne Street.